# Samuel Uhlig

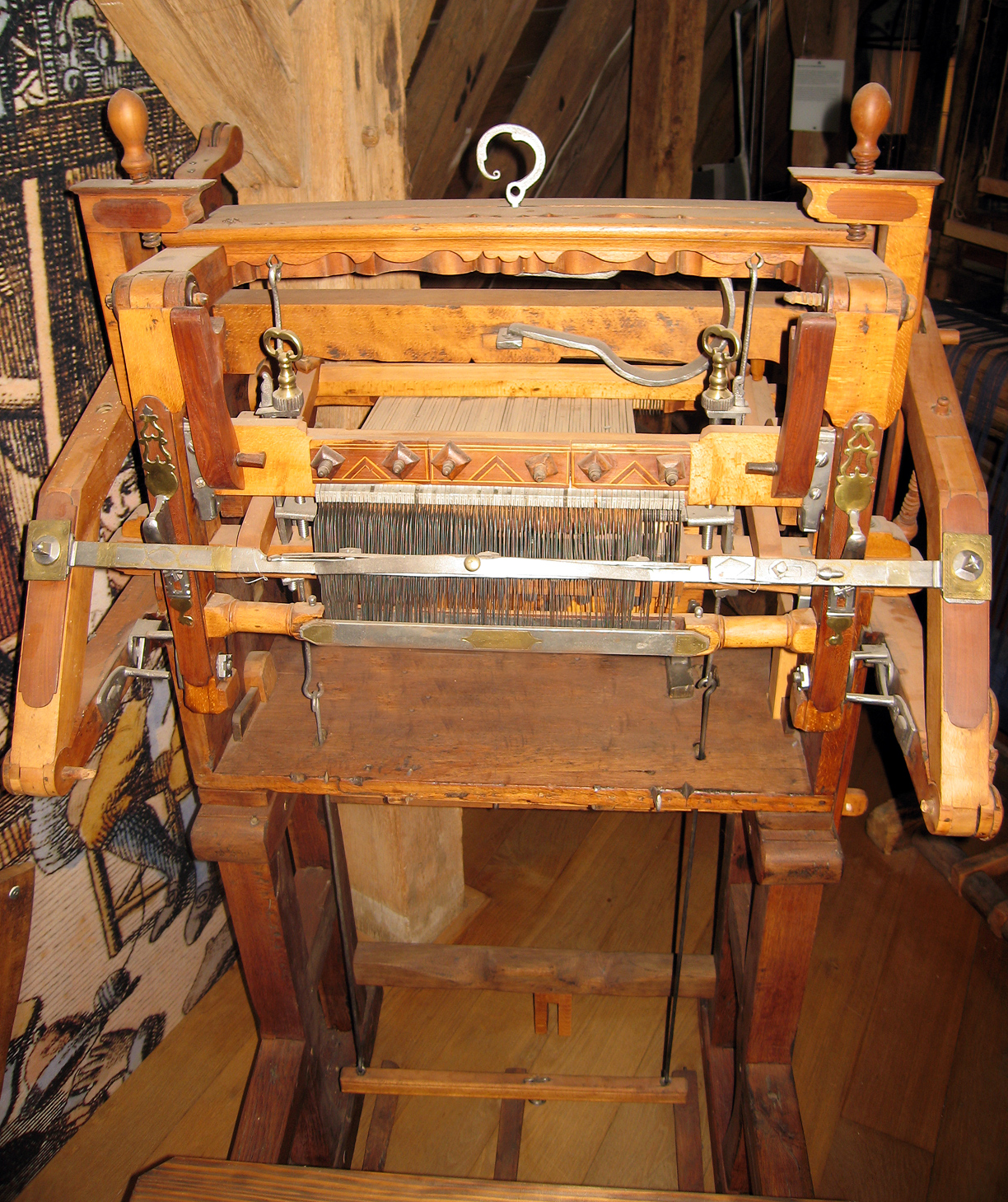
Strumpfwirkerstuhl ähnlicher Bauart, wie ihn Samuel Uhlig benutzt haben dürfte

Samuel Uhlig (* 26. Januar 1672; † 6. März 1743) war ein deutscher Strumpfwirker in Oberlungwitz. Er setzte als Erster einen Handkulierstuhl zur Strumpfherstellung ein und gilt somit als Begründer der späteren Strumpfindustrie in Oberlungwitz.

## Leben
Samuel Uhlig arbeitete als Landwirt, Strumpfwirker, Leinwandhändler und Richter in Abtei, einem kleinen Ort, der heute Teil von Oberlungwitz ist. Außerdem war er als Organist in der Kirche von Abtei und als Orgelbauer tätig. Auch sein Sohn Samuel Uhlig (II) und sein Enkel Johann Emanuel Samuel Uhlig (J.E.S.U.) arbeiteten als Strumpfwirker und Organisten.

## Werk
Ein Positiv, konstruiert und gebaut von Samuel Uhlig, wurde bis 1745 in der Kirche des Ortes Abtei verwendet.
1731 stellte Samuel Uhlig in Abtei (Oberlungwitz) den ersten Handkulierstuhl auf und wurde damit zum ersten Strumpfwirker des Ortes. Dabei handelte es sich vermutlich um den hölzernen Nachbau eines Handwirkstuhls von William Lee. Manche Quellen nennen als ersten Nutzer eines Handkulierstuhls seinen Enkel Johann Emanuel Samuel Uhlig. Dies kann aber nicht sein, da Johann Emanuel Samuel Uhlig erst 1749 geboren wurde – wahrscheinlich geht der Irrtum auf die Namensähnlichkeit der beiden zurück. In dem Roman „Du selber bist das Rad“ von Eberhard Frowein und dessen Verfilmung „Du und Ich“ (1937, Regisseur Wolfgang Liebeneiner) wird Johann Emanuel Samuel Uhlig in den Mittelpunkt gestellt. Die historischen Fakten werden dabei sehr frei behandelt.